# Downham (Londen)
Downham is een wijk in de Londense bestuurlijke gebieden Lewisham en Bromley, in het zuidoosten van de regio Groot-Londen, Engeland.